# 蒋坊乡 (城步县)
蒋坊乡是中华人民共和国湖南省邵陽市城步苗族自治县下辖的一个乡。

## 行政区划
蒋坊乡下辖以下村级行政区划单位：
铺头村、杉坊村、柳林村、枧坪村、大同村、竹联村、太和村。

## 词源学
蒋坊乡境内盛产楠竹，宋朝时在此设制浆造纸作坊，名称“浆加坊”，后来谐音成“蒋坊乡”。

## 地理
蒋坊乡坐落在城步苗族自治县北部，北和东是茅坪镇，西是睢宁县，南是儒林镇。
梅溪河流经蒋坊乡。

## 人口
2015年12月，蒋坊乡人口11,100人，其中苗族人口7,680人，占69.19%，另外还有其他4个民族。

## 经济
蒋坊乡的经济主要是农业、林业和矿产资源。

## 交通
- 省道219[5]
- 省道319[5]